# SMS Erzherzog Franz Ferdinand
SMS Erzherzog Franz Ferdinand var ett slagskepp som tillhörde den österrikisk-ungerska marinen. Hon var det första fartyget i Radetzky-klass, som hon utgjorde tillsammans med systerfartygen SMS Radetzky och SMS  Zrínyi. Hon sjösattes den 8 september 1908 och togs i tjänst den 5 juni 1910. Under första världskriget deltog hon, liksom större delen av flottan, i bombardemanget av den italienska kusten efter landets inträde i konflikten. Efter krigsslutet överlämnades hon som krigsskadestånd till Italien där hon skrotades 1926. 
Fartyget var döpt efter den österrikiske tronföljaren Franz Ferdinand.

## Utformning

### Skrov och pansar
Erzherzog Franz Ferdinand var 137,5 meter lång, 24,6 meter bred och hade ett djupgående på 8,1 meter. Standarddeplacementet uppgick till 14 741 ton och det maximala deplacementet till 16 100 ton. Pansarskyddet var 23 cm tjockt i sidorna och pansardäcket hade en tjocklek på 48 mm. Pansaret på huvud- och sekundärartilleriets kanontorn var 25 respektive 20 cm tjockt medan pansarskyddet på kasematter och styrtorn var  12 respektive 25 cm tjockt.

### Maskineri
Maskineriet bestod av två fyrcylindriga trippelexpansions-ångmaskiner med en styrka på 19 800 indikerade hästkrafter, vilket gav fartyget en toppfart på 20,5 knop. Hon var det första österrikiska slagskeppet att förses med både kol och oljeeldade ångpannor. 

### Bestyckning
Huvudbestyckningen bestod av fyra 30,5 cm kanoner i två dubbeltorn. Sekundärartilleriet utgjordes av åtta 24 cm kanoner i fyra dubbeltorn med två på var sida av fartyget. Den övriga bestyckningen bestod av tjugo 10 cm kanoner L/50, uppställda i kasematter längs skeppsidan med fem stycken på varje sida. Utöver detta var fartyget utrustat med fyra 47 mm kanoner L/44 och tre 45 cm torpedtuber.

## Historia
Erzherzog Franz Ferdinand kölsträcktes den 12 september 1908 vid varvet Stabilimento tecnico triestino i Trieste, och sjösattes den 8 september följande år. En månad efter sjösättningen transporterades skrovet till staden Muggia för att utrustas. Färdigställandet kom dock att fördröjas på grund av en strejk bland varvsarbetarna, varför fartyget först kunde tas i tjänst den 5 juni 1910. Året därefter deltog hon i den internationella sjöblockaden av den montenegrinska kusten under andra balkankriget. Under första världskriget deltog fartyget i bombardemanget av den italienska marinbasen Ancona 1915. Bombardemanget var en stor framgång och orsakade svåra skador såväl på hamnen som de omkringliggande städerna. Erzherzog Franz Ferdinand spenderade återstoden av kriget till ankars vid flottbasen Pola (nuvarande Pula) i Kroatien. Efter krigsslutet 1918, överlämnades slagskeppet till Italien som krigsskadestånd, transporterades till Venedig och skrotades 1926.

### Webbkällor
- http://www.navypedia.org/ships/austrohungary/ah_bb_erzherzzog_franz_ferdinand.htm